# 인디라 간디 육상 경기장
인디라 간디 육상 경기장(힌디어: ইন্দিৰা গান্ধী এথলেটিক ষ্টেডিয়াম)는 인도 아삼주 구와하티에 위치한 다목적 경기장이다. 현재 주로 축구 경기장으로 이용되며 인도 축구 국가대표팀와 노스이스트 유나이티드 FC의 홈구장으로 사용된다. 수용 인원은 25,000명이다.